# La Mierla
La Mierla ist ein Ort und eine Gemeinde (municipio) mit 38 Einwohnern (Stand: 2024) im Nordwesten der Provinz Guadalajara in der Autonomen Gemeinschaft Kastilien-La Mancha in Zentralspanien. Neben dem Hauptort La Mierla besteht die Gemeinde aus der Ortschaft Valdepinillos und der Wüstung Umbralejo.

## Lage und Klima
La Mierla liegt in einer Höhe von ca. 955 m in der Kulturlandschaft der Serranía. Die Entfernung zur südlich gelegenen Provinzhauptstadt Guadalajara beträgt ca. 37 Kilometer (Fahrtstrecke). Das Klima ist gemäßigt bis warm; Regen fällt übers Jahr verteilt.

## Bevölkerungsentwicklung
| Jahr      | 1970 | 1981 | 1991 | 2001 | 2011 | 2021 |
| Einwohner | 52   | 31   | 38   | 31   | 37   | 40   |

## Sehenswürdigkeiten

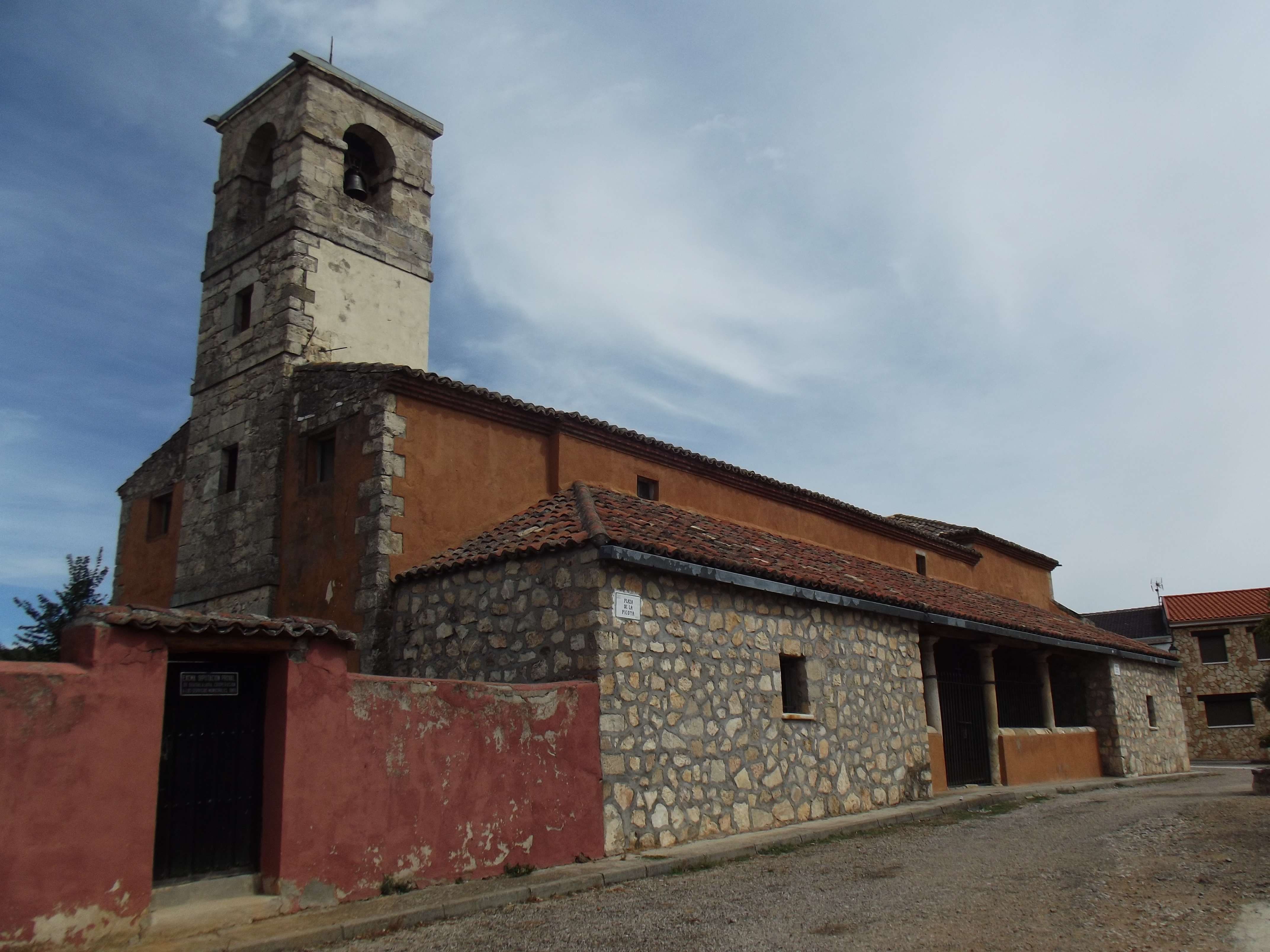
Kirche Mariä Himmelfahrt
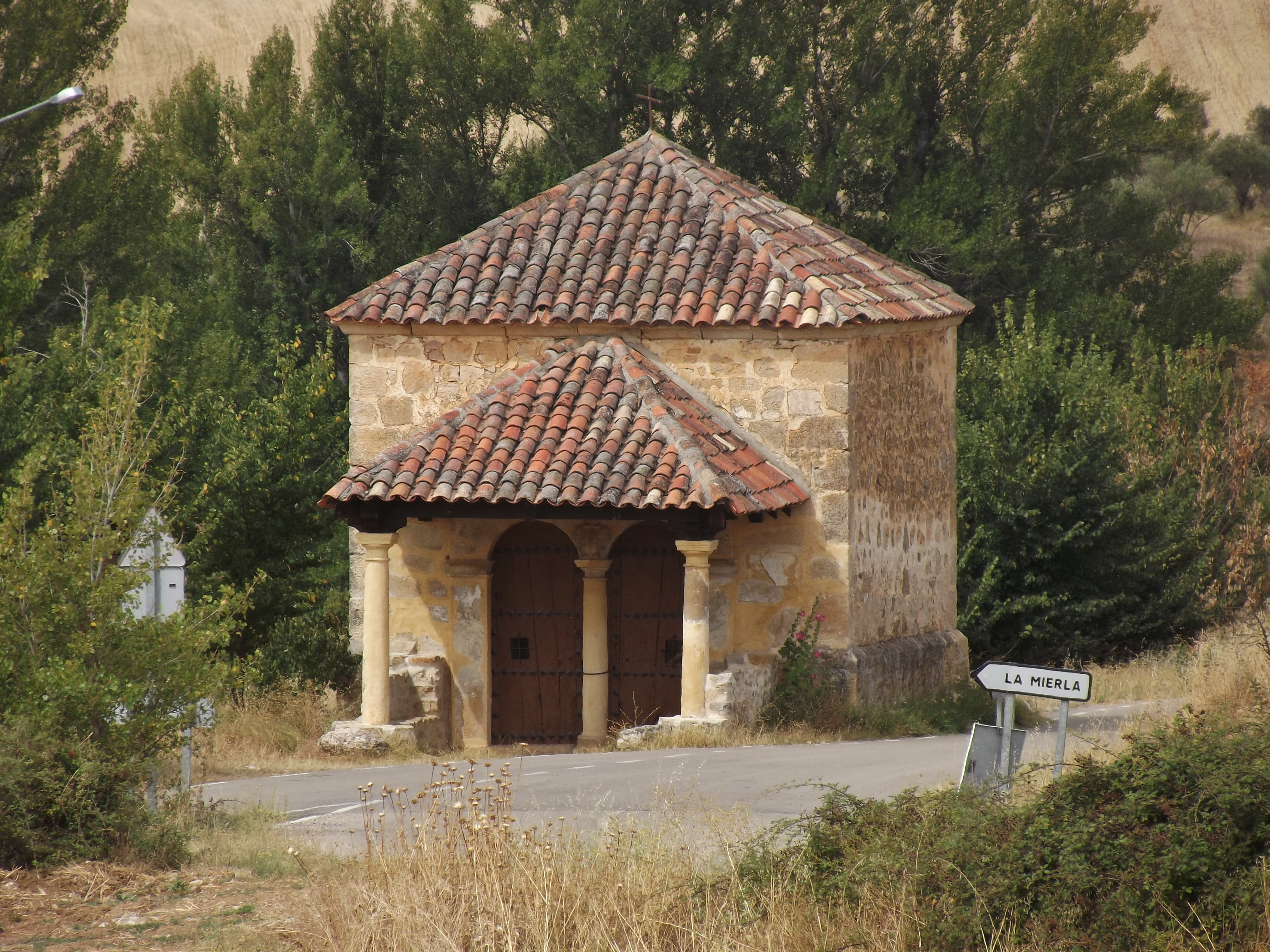
Marienkapelle
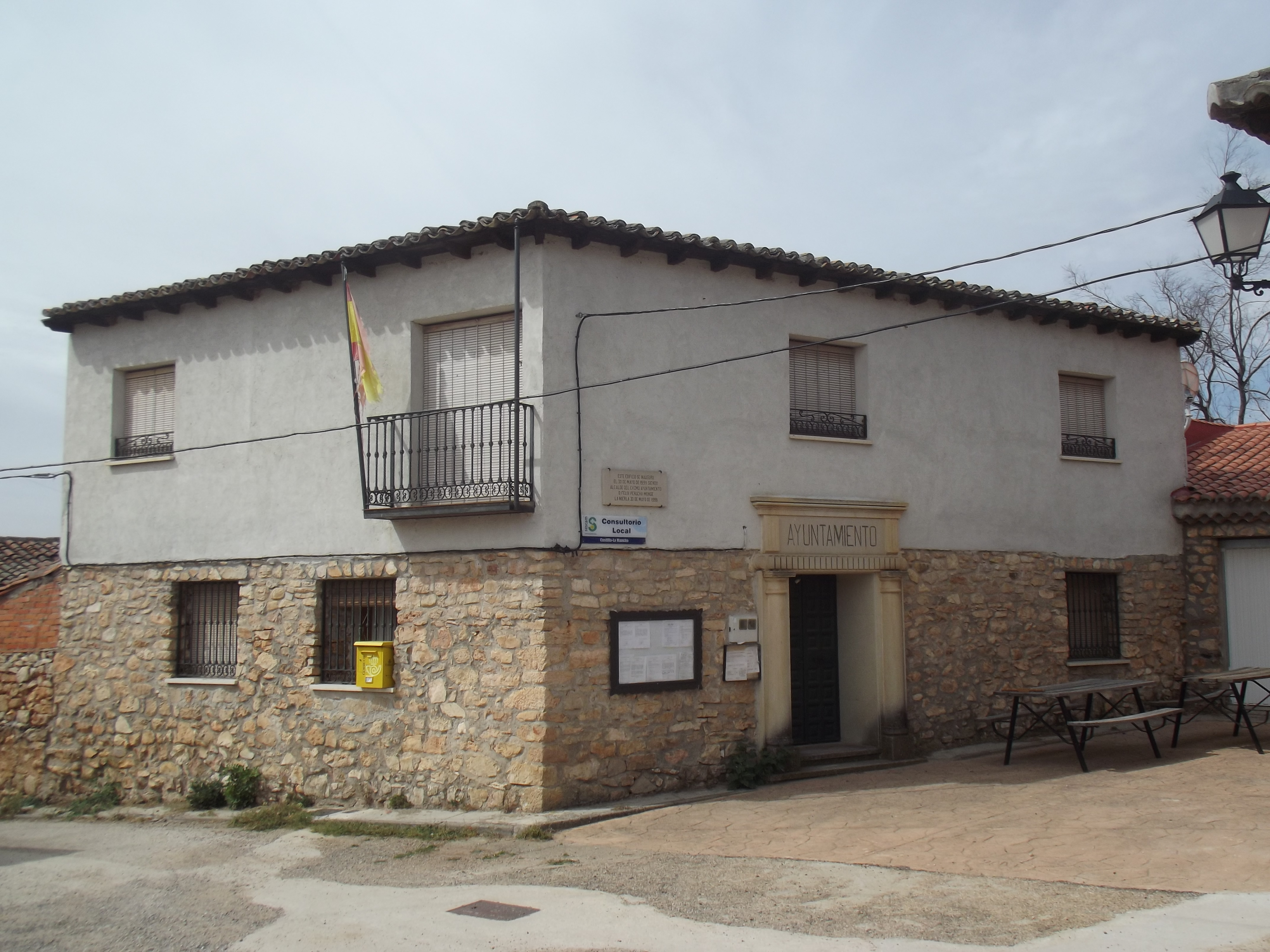
Rathaus

- Kirche Mariä Himmelfahrt
- Marienkapelle
- Rathaus